# Asarkina bigoti
Asarkina bigoti är en tvåvingeart som först beskrevs av Goot 1964.  Asarkina bigoti ingår i släktet Asarkina och familjen blomflugor. Inga underarter finns listade i Catalogue of Life.